# Anton Wimmersberger
Anton Wimmersberger (* 1. Jänner 1930 in Linz; † 9. Dezember 1987 in Wien) war ein österreichischer Politiker (ÖVP). Wimmersberger war von 1975 bis 1987 Abgeordneter zum österreichischen Nationalrat.
Wimmersberger besuchte nach der Volksschule die Unterstufe eines Realgymnasiums und erlernte im Anschluss den Beruf des Zahntechnikers. Er war zwischen 1952 und 1961 als Arbeiter bei der VÖEST-Alpine AG beschäftigt und war ab 1961 als Angestellter in diesem Betrieb tätig. Wimmersberger engagierte sich als Arbeiter und Angestelltenbetriebsrat und war Mitglied des Zentralbetriebsrates der VÖEST-Alpine AG sowie Landesobmann der Arbeitsgemeinschaft Verstaatlichte Industrie im ÖAAB Oberösterreich. Zudem war er als Mitglied des Landesvorstandes und der Landesleitung des ÖAAB Oberösterreich aktiv, wirkte als Fraktionsführer des ÖAAB in der Kammer für Arbeiter und Angestellte für Oberösterreich und war zwischen 1967 und 1975 Gemeinderat in Linz. Wimmersberger vertrat die ÖVP zwischen dem 4. November 1975 und dem 30. November 1987 im Nationalrat. 